# Gomphocerinae
Gomphocerinae es una subfamilia de insectos herbívoros caelíferos perteneciente a la familia Acrididae. Se reconocen 231 especies de distribución global, con excepción de Australia y Antártida.

## Tribus y géneros
Según Orthoptera Species File (1 de abril de 2010):
- Acrolophitini
  - Acrolophitus Thomas, 1871
  - Bootettix Bruner, 1889
- Amblytropidiini Brunner von Wattenwyl, 1893
  - Amblytropidia Stål, 1873
  - Apolobamba Bruner, 1913
  - Boopedon Thomas, 1870
  - Caribacris Rehn & Hebard, 1938
  - Fenestra Giglio-Tos, 1895
  - Peruvia Scudder, 1890
  - Pseudoutanacris Jago, 1971
  - Sinipta Stål, 1861
  - Syrbula Stål, 1873
- Arcypterini Shumakov, 1963
  - Adolfius Harz, 1988
  - Arcyptera Serville, 1838
  - Asulconotoides Liu, 1984
  - Asulconotus Yin, 1974
  - Aulacobothrus Bolívar, 1902
  - Berengueria Bolívar, 1909
  - Brachypteracris Cao & Zheng, 1996
  - Crucinotacris Jago, 1996
  - Leionotacris Jago, 1996
  - Leuconemacris Zheng, 1988
  - Ningxiacris Zheng & He, 1997
  - Podismopsis Zubovski, 1900
  - Pseudoarcyptera Bolívar, 1909
  - Ptygonotus Tarbinsky, 1927
  - Ramburiella Bolívar, 1906
  - Rhaphotittha Karsch, 1896
  - Suacris Yin, Zhang & Li, 2002
  - Transtympanacris Lian & Zheng, 1985
  - Xinjiangacris Zheng, 1993
- Aulocarini 
  - Ageneotettix McNeill, 1897
  - Aulocara Scudder, 1876
  - Eupnigodes McNeill, 1897
  - Horesidotes Scudder, 1899
  - Psoloessa Scudder, 1875
- Chrysochraontini Brunner von Wattenwyl, 1893
  - Barracris Gurney, Strohecker & Helfer, 1963
  - Chloealtis Harris, 1841
  - Chrysochraon Fischer, 1853
  - Confusacris Yin & Li, 1987
  - Euthystira Fieber, 1852
  - Euthystiroides Zhang, Zheng & Ren, 1995
  - Foveolatacris Yin & Li, 1987
  - Podismomorpha Lian & Zheng, 1984
  - Pseudoasonus Yin, 1982
- Cibolacrini
  - Cibolacris Hebard, 1937
  - Heliaula Caudell, 1915
  - Ligurotettix McNeill, 1897
  - Xeracris Caudell, 1915
- Compsacrini 
  - Chiapacris Otte, 1979
  - Compsacris Bolívar, 1890
  - Notopomala Jago, 1971
  - Phaneroturis Bruner, 1904
  - Silvitettix Bruner, 1904
  - Staurorhectus Giglio-Tos, 1897
- Dnopherulaini 
  - Amesotropis Karsch, 1893
  - Dnopherula Karsch, 1896
- Dociostaurini Mishchenko, 1974
  - Albistriacris Zheng & Lu, 2002
  - Dociostaurus Fieber, 1853
  - Eremippus Uvarov, 1926
  - Eremitusacris Liu, 1981
  - Leva Bolívar, 1909
  - Mizonocara Uvarov, 1912
  - Notostaurus Bei-Bienko, 1933
  - Xerohippus Uvarov, 1942
- Eritettigini
  - Amphitornus McNeill, 1897
  - Compsacrella Rehn & Hebard, 1938
  - Eritettix Bruner, 1889
  - Opeia McNeill, 1897
- Gomphocerini Fieber, 1853
  - Aeropedellus Hebard, 1935
  - Bruneria McNeill, 1897
  - Chorthippus Fieber, 1852
  - Dasyhippus Uvarov, 1930
  - Euchorthippus Tarbinsky, 1926
  - Gomphoceridius Bolívar, 1914
  - Gomphocerippus Roberts, 1941
  - Gomphoceroides Zheng, Xi & Lian, 1992
  - Gomphocerus Thunberg, 1815
  - Megaulacobothrus Caudell, 1921
  - Mesasippus Tarbinsky, 1931
  - Myrmeleotettix Bolívar, 1914
  - Pezohippus Bei-Bienko, 1948
  - Phlibostroma Scudder, 1875
  - Stauroderus Bolívar, 1897
  - Stenobothroides Xu & Zheng, 1996
- Hypernephiini Mistshenko, 1973
  - Anaptygus Mishchenko, 1951
  - Asonus Yin, 1982
  - Caucasippus Uvarov, 1927
  - Dysanema Uvarov, 1925
  - Eclipophleps Tarbinsky, 1927
  - Grigorija Mishchenko, 1976
  - Hebetacris Liu, 1981
  - Hypernephia Uvarov, 1922
  - Oknosacris Liu, 1981
  - Oreoptygonotus Tarbinsky, 1927
  - Ptygippus Mishchenko, 1951
  - Saxetophilus Umnov, 1930
  - Stristernum Liu, 1981
- Melanotettigini
  - Melanotettix Bruner, 1904
- Mermiriini Brunner von Wattenwyl, 1893
  - Achurum Saussure, 1861
  - Mermiria Stål, 1873
  - Pseudopomala Morse, 1896
- Ochrilidini Brunner von Wattenwyl, 1893
  - Gonista Bolívar, 1898
  - Kirmania Uvarov, 1933
  - Ochrilidia Stål, 1873
  - Oxypterna Ramme, 1952
- Orinhippini Yin, 1984
  - Orinhippus Uvarov, 1921
- Orphulellini Otte, 1979
  - Dichromorpha Morse, 1896
  - Laplatacris Rehn, 1939
  - Orphulella Giglio-Tos, 1894
  - Orphulina Giglio-Tos, 1894
- Scyllinini Brunner von Wattenwyl, 1893
  - Alota Bruner, 1913
  - Borellia Rehn, 1906
  - Carrascotettix Carbonell, 1995
  - Cauratettix Roberts, 1937
  - Euplectrotettix Bruner, 1900
  - Jagomphocerus Carbonell, 1995
  - Meloscirtus Bruner, 1906
  - Parapellopedon Jago, 1971
  - Pellopedon Bruner, 1911
  - Rhammatocerus Saussure, 1861
  - Scyllinula Carbonell, 1995
  - Stereotettix Rehn, 1906
- Stenobothrini Harz, 1975
  - Omocestus Bolívar, 1878
  - Stenobothrus Fischer, 1853
- Géneros de tribu indeterminada:
  - Acantherus Scudder & Cockerell, 1902
  - Acocksacris Dirsh, 1958
  - Anablepia Uvarov, 1938
  - Azarea Uvarov, 1926
  - Baidoceracris Chopard, 1947
  - Brachycrotaphus Krauss, 1877
  - Brainia Uvarov, 1922
  - Carinulaenotus Yin, 1982
  - Catabothrus Uvarov, 1962
  - Chrysacris Zheng, 1983
  - Chrysochraoides Ren & Zhang, 1993
  - Cophohippus Uvarov, 1953
  - Cordillacris Rehn, 1901
  - Dhimbana Henry, 1940
  - Diablepia Kirby, 1902
  - Dianacris Yin & Feng, 1983
  - Eleutherotheca Karny, 1907
  - Ermia Popov, 1957
  - Esselenia Hebard, 1920
  - Faureia Uvarov, 1921
  - Gelastorhinus Brunner von Wattenwyl, 1893
  - Inyangana Naskrecki, 1992
  - Italohippus Fontana & La Greca, 1999
  - Kangacris Yin & Feng, 1983
  - Karruhippus Brown, 1989
  - Komandia Uvarov, 1953
  - Kraussella Bolívar, 1909
  - Leurohippus Uvarov, 1940
  - Lounsburyna Uvarov, 1922
  - Macrokangacris Yin, 1983
  - Madurea Bolívar, 1902
  - Malagasippus Descamps & Wintrebert, 1966
  - Megafrohippus Jago, 1996
  - Melinohippus Jago, 1996
  - Mesopsis Bolívar, 1906
  - Minihippus Jago, 1996
  - Mongolotettix Rehn, 1928
  - Neoleva Jago, 1996
  - Ovambohippus Brown, 1972
  - Paragonista Willemse, 1932
  - Paragymnobothrus Karny, 1910
  - Paropomala Scudder, 1899
  - Pegasidion Saussure, 1861
  - Phonogaster Henry, 1940
  - Platypternodes Bolívar, 1908
  - Pnorisa Stål, 1861
  - Primnia Stål, 1873
  - Prorocorypha Rehn, 1911
  - Pseudegnatius Dirsh, 1956
  - Pseudoberengueria Jago, 1996
  - Pseudogmothela Karny, 1910
  - Pseudoleva Jago, 1996
  - Pusillarolium Zheng, 1999
  - Quangula Uvarov, 1953
  - Salariacris Descamps & Wintrebert, 1966
  - Sporobolius Uvarov, 1941
  - Squamopenna Lian & Zheng, 1984
  - Stenohippus Uvarov, 1926
  - Tanalanacris Descamps & Wintrebert, 1966
  - Thyridota Uvarov, 1925
  - Tinaria Stål, 1861
  - Unalia Koçak & Kemal, 2008
  - Xenocheila Uvarov, 1933